# Данијела Картер
Данијела Картер Лоблек (енгл. Danielle Carter-Loblack; 18. мај 1993) је енглеска фудбалерка која игра на позицији нападача а тренутно наступа за Брајтон и Хоув албион. Такође игра и за репрезентацију Енглеске.

## Каријера
Данијела је дошла из редова клуба Лејтон Оријент. Године 2009. прешла је у Арсенал, док је остала у школи у Ромфорду. У финалу ФА купа за жене 2010. године, Картерова је био замена у 70. минуту за Џули Флитинг, али Арсенал је после продужетака изгубио од 3: 2 од Евертона.
Она је 2011. године помогала Арсеналу да освоји иницијалну титулу FA Women's Super League, као и ФА-женски куп 2010–11. У Лиги првака за жене УЕФА 2011–12, два пута је постигла погодак, док је Арсенал стигао до полуфинала, где су изгубили од  Франкфурта. Арсенал је задржао титулу до 2012. године, али су биле побеђене од стране Челсијевих "дама" у полуфиналу ФА женског купа.
У финалу ФА женског купа 2015–16 против Челсија, постигла је у 18. минуту победу од 1: 0, чиме је Арсенал победио и тако су освојиле титулу. 
У мају 2018. године, Данијела је повредила предњи лигамент у победи за лигу против Бристол Цитија. Десет месеци касније, против истог тима, опоравила се од повреде где су победиле. Упркос томе, она није учестовала на Светском првенству 2019. године. Дана 28. јула 2019. она је претрпела тешку повреду колена у пријатељском мечу пред сезону против Бајерна из Минхена. У августу је то потврђено као повреда предњег лигамента десног колена, друго у 14 месеци. 

## Репрезентација
Данијела је почела да игра за Енглеску на нивоу У-15.  Играла је док су биле четврте на ФИФА-ином светском купу за жене у У-17 на Новом Зеланду, два пута постигавши гол против Бразила. Две године касније такмичила се на ФИФА-ином Светском купу за жене у У-20, 2010. године у Немачкој.
Она је помогла Великој Британији да освоји златну медаљу у јулу 2013. године, на Летњој универзијади 2013. у Казању, Русија. У септембру 2013. године она  је именована у сениорској репрезентацији Енглеске од стране привременог тренера Брент Хилса. 
Тренер Марк Сампсон дао је Картеровој њен виши међународни деби у квалификацијском сусрету УЕФА за жене за жене против Естоније 21. септембра 2015. Постигла је хет трик на овој утакмици где су победиле 8:0. 